# Margaret Maxfield
Margaret Alice Waugh Maxfield (23 février 1926 - 20 décembre 2016) est une mathématicienne américaine et auteure de livres de mathématiques.

## Biographie
Margaret Waugh est née le 23 février 1926 à Willimantic, Connecticut. Son père est l'économiste agricole Frederick V. Waugh (en) et son grand-père l'horticulteur Frank Albert Waugh (en).
Elle est active dans le club de mathématiques de l'Oberlin College au milieu des années 1940 et est diplômée d'Oberlin en 1947. Après avoir obtenu une maîtrise en 1948 de l'Université du Wisconsin, elle termine son doctorat en 1951 à l'Université de l'Oregon. Sa thèse, Fermat's Theorem for Matrices over a Modular Ring, est supervisée par Ivan Niven. En 1948 elle épouse John Edward Maxfield, un autre étudiant au Wisconsin et à l'université d'Oregon qui devient son collaborateur régulier.
En tant qu'étudiants, les deux Maxfield visitent la Naval Air Weapons Station China Lake, alors connue sous le nom de Naval Ordnance Test Station, pendant les étés. Après avoir terminé leurs doctorats, ils travaillent à la station de 1951 à 1960, lorsque John Maxfield prend une succession de postes universitaires à l'Université de Floride, à la Kansas State University et (à partir de 1981) à la Louisiana Tech University. Margaret, devient professeur d'affaires à l'État de Kansas, et professeur de mathématiques et de statistiques à Louisiana Tech.
En 2011, Maxfield prend sa retraite, mais est toujours active en mathématiques et indique à son magazine d'anciens élèves qu'elle utilise Wikipédia pour trouver du matériel bibliographique pour ses articles. Elle est décédée le 20 décembre 2016 à Placerville, en Californie.

## Contributions
Pendant sa période à la Naval Ordnance Test Station, Maxfield co-écrit le livre Statistics Manual: With Example Taken from Ordnance Development, avec Edwin L. Crow et Frances A. Davis. Il est publié par la station en 1955 et réimprimé par Dover Books en 1960.
Avec John Maxfield, elle est également co-auteur de Contemporary Mathematics for General Education : Algebra (Allyn and Bacon, 1963, également avec S. Gould Sadler) Abstract Algebra and Solution By Radicals (WB Saunders, 1971 ; réimprimé par Dover Books, 1992), Découvrir la théorie des nombres (WB Saunders, 1972), et Keys to Mathematics (WB Saunders, 1973).
Maxfield est l'une des lauréates en 1968 du prix Lester R. Ford de la Mathematical Association of America pour un article avec son père sur l'approximation rationnelle des racines carrées.